# Sekundární sektor

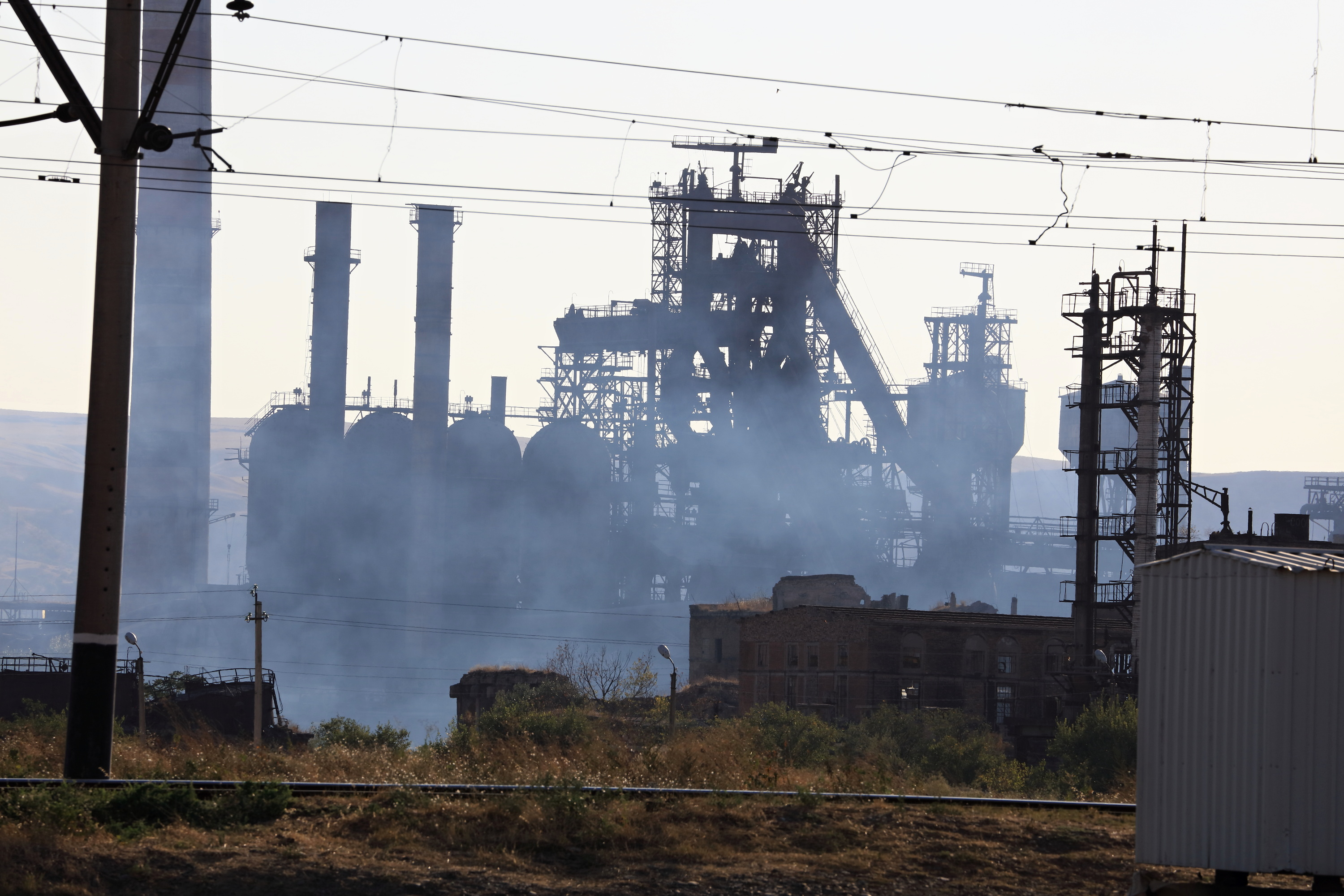

Sekundární sektor (sekundární sféra světového hospodářství, sekundér) zahrnuje průmyslovou výrobu, stavebnictví, někdy také nákladní dopravu a těžební průmysl.
Mezi další sféry světového hospodářství, patří také sektor primární (zemědělství), terciární (Veřejné služby) a kvartérní (věda a výzkum). Sekundární sféra hospodářství se rozmohla především v 19. století v důsledku průmyslové revoluce.
Zpracovává suroviny získané ze sektoru primárního do výrobku.

## Typologie průmyslových odvětví
- Těžební – paliva, rudy (ty ovšem můžeme řadit také do priméru) – těžební průmysl je ale jediná výjimka průmyslu – nejedná se o přeměnu surovin, ale o jejich získávání, proto může mít zastoupení jak v sekundéru, tak v priméru.
- Zpracovatelský – hutnický (těžký průmysl), strojírenský (těžký i spotřební), chemický (těžký i spotřební), textilní (spotřební), obuvnický (spotřební)
- Energetický – výroba a rozvod elektřiny, plynu a vody. Získávání energie bylo před industrializací získávána především z obnovitelných zdrojů jako jsou zvířecí práce, vodní energie, vítr, dřevo. Lidé měli v této době o dost menší energetické nároky. S počátkem průmyslové revoluce a vznikem parního zdroje došlo k vysoké produkci a spotřebě uhlí. Od 19. století se také začaly vyrábět spalovací motory, které potřebují pro svou práci ropu. Ropa spolu s uhlím patří mezi neobnovitelné zdroje. Zásoby ropy a zemního plynu jsou ale omezené, a proto o ně dochází k poměrně častým hádkám a válkám. Mezi trendy současnosti patří alternativní a obnovitelné zdroje jako jsou větrné, vodní, geotermální a solární energie. Ty ale nedokážou zcela nahradit fosilní paliva.

## Využití
- Průmyslové využití – těžký průmysl tj., výroba gumy, cementu, elektronických součástek a plechů
- Přímé průmyslové využití, a tedy spotřební průmysl mezi které patří potraviny, oděvy, farmacie, knihy, auta apod.

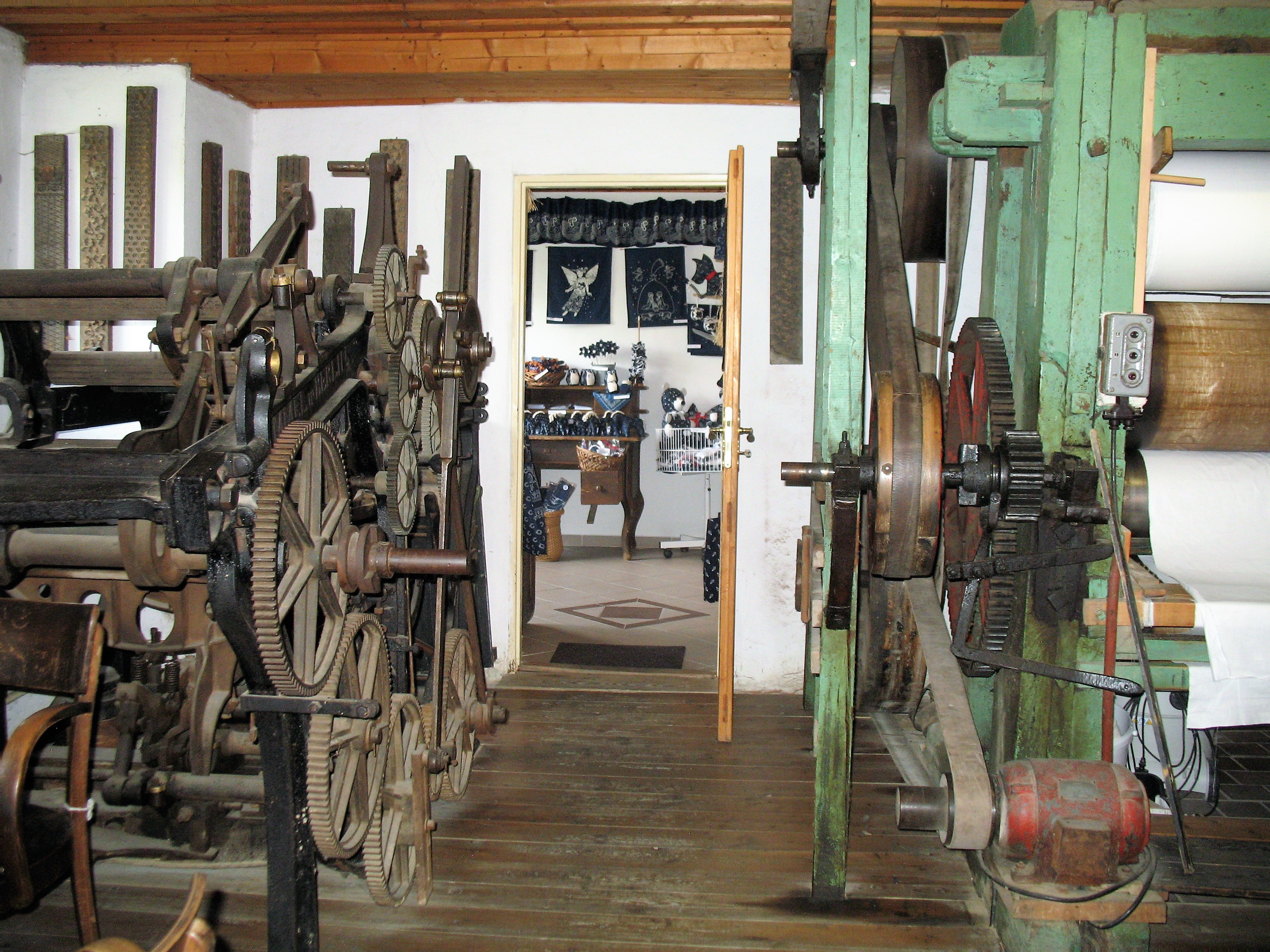

## Charakteristika průmyslových odvětví
- Strojírenství, elektrotechnika, elektronika = inženýrská odvětví

Strojírenství je ve vyspělých zemích rozhodujícím činitelem průmyslové výroby tzn. více než ½ přidané hodnoty průmyslu. Zaměstnává tak v průmyslu přibližně 1/3 obyvatel.
a) Průmysl strojírenský je jedním z nejnáročnějších odvětví. Zabývá se výrobou mikroelektroniky a strojů.
Dopravní strojírenství zahrnuje především automobilový průmysl, který je silně rozvinut v Severní Americe, Střední a Západní Evropě a Východní Asii. Montážní závody nalezneme často v zemích s levnou pracovní sílou.
Investiční strojírenství, které vytváří velké investiční celky, mezi něž zařadíme elektrárny, rafinerie a továrny.
b) Chemický průmysl zahrnující průmysl farmaceutický, petrochemický, gumárenský, kosmetický průmysl, rafinérie a ropy a průmysl umělých hmot. S vývojem chemického průmysl došlo k nahrazování přírodních surovin. Ovlivňuje do značné míry ovlivňuje zemědělství – výroba umělých hnojiv a insekticidů. Nejrychleji rostoucím chemickým průmyslem je petrochemie a výroba umělých vláken, hnojiv a kyseliny sírové. Dochází k přesunu výroby do rozvojových zemích podobně jako u automobilového průmyslu.
c)  Hutnický průmysl je základem průmyslového odvětví, jeho význam ale v posledních letech klesá, jelikož dochází k trendu snižování surovinové náročnosti. Kov se začíná nahrazován syntetikou. Klade si větší důraz na kvalitu slitin (především Indie a Čína).
d)  Potravinářský průmysl, který je rovnoměrně rozložený.
e)  Textilní, oděvní a kožedělný. Nelze konkurovat masové výrobě produkci textilu a obuvi z Jihovýchodní Asie a Východní Asie. (Především Čína, Indie, Kambodža, Thajsko apod.) Výjimku tvoří drahé a luxusní oblečení z Francie, Itálie a USA.
f)   Keramika, sklo a porcelán – stejný případ jako u průmyslu textilního.
g)  Dřevozpracující průmysl, nábytkářský, papírenský a polygrafický průmysl. Tento průmysl se výrazně koncentruje především v oblasti Severní Evropy a Severní Ameriky.

## Hlavní průmyslové regiony světa
Mezi hlavní průmyslové regiony zařazujeme především oblast Velkých jezer v USA, a to v souvislosti s vytvořením celní unie s Kanadou a Mexikem na jihu USA (nafta). USA představují jednoznačně jednu z největších ekonomických velmocí světa.
Evropská unie, a to především v oblasti Jihovýchodní Anglie, Beneluxu, Porýní až do Pádské nížiny na severu Itálie.
V Rusku se naopak jeho význam v průmyslu snižuje s výjimkou těžby ropy a zemního plynu.
Východní a Jihovýchodní Asie, kam patří hlavně Japonsko, tzv. Asijští tygři (Jižní Korea, Tchaj-wan) a Čína, přičemž tyto státy mají stále nejvyspělejší průmyslovou základnu a jsou jedněmi z největších světových producentů mikroprocesorů, elektroniky či automobilů.